# アルダシール山
アルダシール山(Mons Ardeshir)は、月の山の1つである。月面座標は北緯5.0°、東経121.0°で、直径は8kmである。1976年にサーサーン朝の王アルダシール1世に因んで名付けられた。